# Szczepan Fidelus
Szczepan Fidelus (ur. 19 grudnia 1897 w Zembrzycach, zm. 5 maja 1946 w Makowie Podhalańskim) – polski działacz chłopski, poseł na Sejm Rzeczypospolitej Polskiej II kadencji (1928–1930) i III kadencji (1930–1935).
Należał do PSL Lewica, następnie PSL „Piast” i PSL „Wyzwolenie”. Po zjednoczeniu partii chłopskich znalazł się w Stronnictwie Ludowym. Od 1937 działał w Obozie Zjednoczenia Narodowego. Należał także do sejmowych komisji: Przemysłowo-Handlowej, Budżetowej i Wojskowej.
Zginął rozstrzelany przez „niezidentyfikowany oddział leśny”.